# Galo Blanco
Galo Blanco (Oviedo, 8 oktober 1976) is een voormalige Spaanse tennisser. Hij was professional van 1995 tot 2006. Blanco won in zijn carrière één ATP-toernooi in het enkelspel.
Tegenwoordig runt Blanco de 4Slam Tennis academie samen met Fernando Vicente en Jairo Velasco en coacht hij onder anderen Milos Raonic.

## Palmares
| Legenda                       | Legenda               |
| ----------------------------- | --------------------- |
| Grand Slam                    |                       |
| Olympische Spelen             |                       |
| tot 2009                      | vanaf 2009            |
| Tennis Masters Cup            | ATP Finals            |
| ATP Masters Series            | ATP Tour Masters 1000 |
| ATP International Series Gold | ATP Tour 500          |
| ATP International Series      | ATP Tour 250          |

### Enkelspel
| Nr.              | Datum            | Toernooi       | Ondergrond | Tegenstander in finale | Score         | Details |
| ---------------- | ---------------- | -------------- | ---------- | ---------------------- | ------------- | ------- |
| Gewonnen finales |                  |                |            |                        |               |         |
| 1.               | 15 augustus 1999 | ATP San Marino | Gravel     | Albert Portas          | 4–6, 6–4, 6–3 | Details |
| Verloren finales |                  |                |            |                        |               |         |
| 2.               | 4 maart 2001     | ATP Acapulco   | Gravel     | Gustavo Kuerten        | 4–6, 2–6      | Details |

## Prestatietabel
| Legenda | Legenda                          |
| ------- | -------------------------------- |
| g.t.    | geen toernooi gehouden           |
| l.c.    | lagere categorie                 |
| –       | niet deelgenomen                 |
| G       | uitgeschakeld in de groepsfase   |
| 1R      | uitgeschakeld in de eerste ronde |
| 2R      | uitgeschakeld in de tweede ronde |
| 3R      | uitgeschakeld in de derde ronde  |
| 4R      | uitgeschakeld in de vierde ronde |
| KF      | uitgeschakeld in de kwartfinale  |
| HF      | uitgeschakeld in de halve finale |
| F       | de finale verloren               |
| W       | het toernooi gewonnen            |
| w-v     | winst/verlies-balans             |

### Prestatietabel grand slam, enkelspel
| Toernooi        | 1996 | 1997 | 1998 | 1999 | 2000 | 2001 | 2002 | 2003 | 2004 |
| --------------- | ---- | ---- | ---- | ---- | ---- | ---- | ---- | ---- | ---- |
| Australian Open | –    | 1R   | 1R   | 1R   | 1R   | 1R   | 1R   | –    | 2R   |
| Roland Garros   | 1R   | KF   | 1R   | 1R   | 1R   | 4R   | 1R   | 3R   | 3R   |
| Wimbledon       | –    | –    | 1R   | 2R   | 1R   | 1R   | 1R   | –    | 1R   |
| US Open         | 1R   | 1R   | 1R   | 2R   | 2R   | 1R   | –    | –    | –    |

### Prestatietabel grand slam, dubbelspel
| Toernooi        | 2004 |
| --------------- | ---- |
| Australian Open | 1R   |
| Roland Garros   | –    |
| Wimbledon       | –    |
| US Open         | –    |